# Alianza SDP-Liberal
La Alianza SDP-Liberal era una alianza política y electoral centrista y socioliberal en el Reino Unido.
La Alianza SDP-Liberal, formada por el Partido Socialdemócrata (SDP) y el Partido Liberal, fue establecida en 1981. La alianza participó en varias elecciones, incluyendo las locales del Reino Unido en 1982, 1983, 1984, 1985, 1986 y 1987, así como en las elecciones generales de 1983 y 1987, y las elecciones europeas de 1984.
La Alianza SDP-Liberal se disolvió en 1988, cuando los dos partidos que la componían se fusionaron para formar los Social Demócratas y Liberales. Bajo esta nueva denominación, participaron en las elecciones locales del Reino Unido de 1988, antes de cambiar su nombre a Liberal Demócratas.

## Historia
Tras la fundación del Partido Social Demócrata (SDP) por parte de la "Banda de los Cuatro" (Roy Jenkins, David Owen, Bill Rodgers, Shirley Williams), que había abandonado el Partido Laborista en marzo de 1981, el SDP entró en una alianza informal con el Partido Liberal, dirigido por David Steel. El SDP participó en sus primeras elecciones parciales, en Warrington, y el futuro líder Roy Jenkins se presentó como "SDP con apoyo liberal".
El 16 de junio de 1981, este acuerdo se formalizó en una alianza, en la que ambos partidos acordaron retirarse en favor del otro y gobernar como un gobierno de coalición si ambos partidos lograban juntos suficientes escaños para lograr la mayoría. Entre 1981 y 1983, los partidos juntos ganaron escaños en elecciones parciales en:
- Croydon Noroeste (Bill Pitt, liberal),
- Crosby (Shirley Williams, SDP),
- Glasgow Hillhead (Roy Jenkins del SDP)
- Bermondsey (Simon Hughes, liberal, con la mayor variación jamás registrada en una elección británica).

La formación del SDP y la consiguiente alianza se produjeron en un momento en el que la economía británica se encontraba en una profunda recesión y el gobierno conservador de Margaret Thatcher estaba demostrando ser impopular; desde que llegó al poder en mayo de 1979, el desempleo había aumentado de más de 1.500.000 a 3.000.000 y más en 1982, debido al cierre de muchas fábricas que antes recibían subvenciones estatales. En 1981, hubo disturbios en Brixton (Londres), Handsworth (Birmingham), Chapeltown (Leeds), Toxteth (Liverpool) y Moss Side (Manchester).
Mientras tanto, el Partido Laborista había virado drásticamente hacia la izquierda desde la elección en 1980 de Michael Foot como líder del partido. Por mucho que algunos votantes sintieran desagrado por el gobierno conservador de Thatcher, muchos se oponían igualmente a la perspectiva de Foot como primer ministro. Muchos también veían negativamente a Tony Benn. Tras haberse desplazado hacia la extrema izquierda, se le había otorgado el puesto de ministro en la sombra sin cartera, lo que lo liberaba de las obligaciones ministeriales formales, al tiempo que le otorgaba un alto estatus. Sus apariciones públicas en eventos organizados por Militant, un grupo de extrema izquierda que se dedicaba a la política de entrismo, le alejaron de figuras clave del Partido Laborista.
Como las elecciones no se celebrarían hasta mayo de 1984, la Alianza resultó ser un éxito instantáneo entre los votantes descontentos con los conservadores y los laboristas, ya que muchas encuestas de opinión a finales de 1981 y principios de 1982 mostraban que la Alianza lideraba las encuestas de opinión por un amplio margen, llegando a un máximo del 50%, hasta el doble del nivel de apoyo mostrado por los conservadores en esa época.Steel estaba tan seguro de que los liberales formarían parte de un gobierno por primera vez en más de medio siglo que, cuando se dirigió a la conferencia del Partido Liberal de 1981, declaró su famosa frase: "¡Regresen a sus distritos electorales y prepárense para gobernar!".
Sin embargo, se produjeron una serie de acontecimientos que hicieron que la situación política se invirtiera. Las fuerzas argentinas invadieron el territorio británico dependiente de las Islas Malvinas el 2 de abril de 1982. Al día siguiente se aprobó una Resolución 502 del Consejo de Seguridad que exigía una retirada argentina inmediata, que fue ignorada, por lo que Thatcher envió un grupo de trabajo para recuperar las islas, por medios militares, si era necesario. El Reino Unido ganó el conflicto el 14 de junio, y las encuestas de opinión posteriores mostraron que los conservadores estaban firmemente a la cabeza. Con una elección general prevista para mayo de 1984, parecía que el resultado más esperado sería si la Alianza o el Partido Laborista formarían la siguiente oposición. Una reelección conservadora parecía aún más probable a medida que 1982 se acercaba a su fin, ya que la recesión llegó a su fin y la inflación se había reducido al 4% desde un enorme 27% en cuatro años, aunque el desempleo se mantuvo por encima de los 3.000.000. Se sintió lo suficientemente segura como para celebrar una elección en junio de 1983, un año antes de lo necesario.
La Alianza aprovechó el desempleo masivo del país en el período previo a las elecciones, llevando a cabo una campaña llamada "Trabajando juntos por Gran Bretaña" que prometía reducir el desempleo en hasta 1.000.000.

### Elecciones generales de 1983

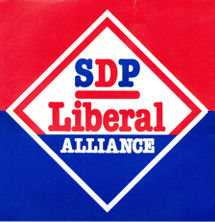
Logotipo electoral de la Alianza SDP-Liberal en 1983

En las elecciones generales de 1983, la Alianza obtuvo el 25,4% de los votos nacionales, frente al 27,6% del Partido Laborista. Sin embargo, sólo 23 diputados de la Alianza fueron elegidos, frente a los 209 del Partido Laborista. El SDP quedó en segundo lugar en muchos distritos electorales, incluido casi el 70% de los escaños ganados por los conservadores, aunque la mayor parte de los desertores laboristas que se pasaron al SDP en 1981 perdieron sus escaños. Debido al sistema electoral de mayoría simple, este éxito no se tradujo en escaños parlamentarios. El apoyo al SDP se distribuyó por todo el país y no se concentró en suficientes áreas como para ganar más escaños. Se afirma que la división del voto de centroizquierda ayudó a los conservadores a ganar las elecciones por una abrumadora mayoría.
Tanto el SDP como los liberales estaban comprometidos con la representación proporcional, bajo cuyo sistema habrían elegido más diputados a la Cámara de los Comunes.
La Alianza fue duramente criticada por Foot después de las elecciones de 1983; los condenó por "desviar" apoyo del Partido Laborista y permitir que los conservadores ganaran más escaños.
Las elecciones de 1983 habían dado a los conservadores una mayoría de tres dígitos, pero en cuestión de meses se hizo evidente un fuerte desafío a su poder –y al desafío planteado por la Alianza– cuando Foot se retiró en favor de Neil Kinnock, quien inmediatamente revirtió el giro radical a la izquierda del partido. Esto resultó en un aumento espectacular de la suerte del Partido Laborista en las encuestas de opinión –algunas de las cuales los mostraban por delante de los conservadores y la Alianza en marzo de 1984. Sin embargo, al menos una encuesta de opinión mostraba a la Alianza por delante de los conservadores y el laborismo en septiembre de 1985. En esa etapa, la recesión había terminado tres años antes y la batalla contra la inflación estaba claramente ganada; sin embargo, el desempleo –considerado como un factor importante en una serie de disturbios en el centro de la ciudad ese otoño– todavía estaba por encima de los 3.000.000. Sin embargo, cuando la economía siguió mejorando durante los siguientes 18 meses y el desempleo finalmente comenzó a caer, Thatcher se sintió segura de convocar elecciones generales para el 11 de junio de 1987, aunque la fecha límite para las elecciones era 12 meses después.

### Elecciones generales de 1987
La Alianza no logró mantener su impulso. En las elecciones generales de 1987, el porcentaje de votos de cada partido cayó ligeramente: los liberales ganaron 17 escaños (los mismos que en 1983), mientras que el SDP ganó cinco (uno menos que cuatro años antes), mientras que el Laborismo se estableció firmemente como el segundo partido político más importante de Gran Bretaña con un desempeño mucho más fuerte que en 1983, aunque los conservadores aún lograron una tercera victoria electoral consecutiva con Thatcher todavía al mando.

### Fusión de 1988
En 1987, las relaciones se habían vuelto tensas. A pesar de ello, Steel propuso una fusión de los dos partidos tras las elecciones generales de 1987. La mayoría de los miembros de ambos partidos estuvieron de acuerdo y la fusión se llevó a cabo a principios de 1988. El nuevo partido se denominó Social Demócratas y Liberales, abreviado en octubre de 1989 como Liberal Demócratas.

### Facciones restantes
Pequeñas facciones de ambos partidos continuaron bajo los nombres de SDP y Partido Liberal pero, como cada uno estaba formado por aquellos miembros que menos confiaban en el otro partido, no había ninguna posibilidad de que los dos partidos "continuadores" cooperaran.
El SDP fue restablecido bajo el liderazgo de uno de los fundadores del SDP, David Owen, quien se había opuesto a la fusión de los dos partidos. Owen y el ejecutivo nacional del partido disolvieron el partido en 1990, pero otro grupo de miembros del partido continuó con el partido bajo el nombre de SDP.
El Partido Liberal fue restablecido bajo el liderazgo de Michael Meadowcroft y continúa funcionando.Sin embargo, muchos miembros de este partido continuista, incluido el propio Meadowcroft, se han unido desde entonces a los principales Demócratas Liberales.

## Resultados electorales
|  | 25,4 % |

|  | 22,6 % |

a Respecto al resultado del Partido Liberal en 1979.